# Liste der Stolpersteine in Weimar (Lahn)
In der Liste der Stolpersteine in Weimar (Lahn) werden die vorhandenen Gedenksteine aufgeführt, die im Rahmen des Projektes Stolpersteine des Künstlers Gunter Demnig in der Gemeinde Weimar (Lahn) im Ortsteil Roth (Weimar) verlegt worden sind.
| Adresse                                                                                  | Name                     | Inschrift | Verlegedatum  | Bild                                                                 | Anmerkung                                                  |
| ---------------------------------------------------------------------------------------- | ------------------------ | --- | ------------- | -------------------------------------------------------------------- | ---------------------------------------------------------- |
| Weimar-Roth Lahnstraße 28a, (Wohnhaus: Lahntalstraße 26, Alte Hausnummer: 11) (Standort) | Josef Bergenstein        | HIER WOHNTE JOSEF BERGENSTEIN JG. 1894 DEPORTIERT 1941 RIGA 1944 STUTTHOF SCHICKSAL UNBEKANNT                 | 24. Aug. 2013 | Messingfarbene Plakette 10 × 10 cm mit Schlagbuchstaben beschriftet. | Stolperstein an der Synagoge Roth, Lahnstraße 28a verlegt. |
| Weimar-Roth Lahnstraße 28a, (Wohnhaus: Lahntalstraße 26, Alte Hausnummer: 11) (Standort) | Clara Bergenstein        | HIER WOHNTE CLARA BERGENSTEIN GEB. NATHAN JG. 1901 DEPORTIERT 1941 RIGA 1944 STUTTHOF SCHICKSAL UNBEKANNT     | 24. Aug. 2013 | Messingfarbene Plakette 10 × 10 cm mit Schlagbuchstaben beschriftet. | Stolperstein an der Synagoge Roth, Lahnstraße 28a verlegt. |
| Weimar-Roth Lahnstraße 28a, (Wohnhaus: Lahntalstraße 26, Alte Hausnummer: 11) (Standort) | Heinz Bergenstein        | HIER WOHNTE HEINZ BERGENSTEIN JG. 1922 DEPORTIERT 1941 RIGA 1944 STUTTHOF SCHICKSAL UNBEKANNT                 | 24. Aug. 2013 | Messingfarbene Plakette 10 × 10 cm mit Schlagbuchstaben beschriftet. | Stolperstein an der Synagoge Roth, Lahnstraße 28a verlegt. |
| Weimar-Roth Lahnstraße 28a, (Wohnhaus: Lahntalstraße 26, Alte Hausnummer: 11) (Standort) | Salomon Kurt Bergenstein | HIER WOHNTE KURT BERGENSTEIN JG. 1928 DEPORTIERT 1941 RIGA 1944 STUTTHOF SCHICKSAL UNBEKANNT                  | 24. Aug. 2013 | Messingfarbene Plakette 10 × 10 cm mit Schlagbuchstaben beschriftet. | Stolperstein an der Synagoge Roth, Lahnstraße 28a verlegt. |
| Weimar-Roth Lahntalstraße 22 (Alte Hausnummer: 8) (Standort)                             | Herz (Hermann) Höchster  | HIER WOHNTE HERMANN HÖCHSTER JG. 1881 DEPORTIERT 1941 ERMORDET NOV. 1943 AUSCHWITZ                            | 24. Aug. 2013 | Messingfarbene Plakette 10 × 10 cm mit Schlagbuchstaben beschriftet. |                                                            |
| Weimar-Roth Lahntalstraße 22 (Alte Hausnummer: 8) (Standort)                             | Bertha Höchster          | HIER WOHNTE BERTHA HÖCHSTER GEB. WERTHEIM JG. 1889 DEPORTIERT 1941 ERMORDET NOV. 1943 AUSCHWITZ               | 24. Aug. 2013 | Messingfarbene Plakette 10 × 10 cm mit Schlagbuchstaben beschriftet. |                                                            |
| Weimar-Roth Lahntalstraße 22 (Alte Hausnummer: 8) (Standort)                             | Manfred Helmut Höchster  | HIER WOHNTE HELMUT HÖCHSTER JG. 1927 DEPORTIERT 1941 ERMORDET NOV. 1943 AUSCHWITZ                             | 24. Aug. 2013 | Messingfarbene Plakette 10 × 10 cm mit Schlagbuchstaben beschriftet. |                                                            |
| Weimar-Roth Lahntalstraße 22 (Alte Hausnummer: 8) (Standort)                             | Betti Ilse Höchster      | HIER WOHNTE ILSE HÖCHSTER JG. 1922 ZWANGSARBEIT 1941 BERLIN DEPORTIERT 1943 ERMORDET IN AUSCHWITZ             | 24. Aug. 2013 | Messingfarbene Plakette 10 × 10 cm mit Schlagbuchstaben beschriftet. |                                                            |
| Weimar-Roth Lahntalstraße 22 (Alte Hausnummer: 8) (Standort)                             | Thea Trude Höchster      | HIER WOHNTE TRUDE HÖCHSTER VERH. WETMORE JG. 1920 FLUCHT 1939 ENGLAND ÜBERLEBT                                | 24. Aug. 2013 | Messingfarbene Plakette 10 × 10 cm mit Schlagbuchstaben beschriftet. |                                                            |
| Weimar-Roth Lahntalstraße 22 (Alte Hausnummer: 8) (Standort)                             | Irwin Isaak Höchster     | HIER WOHNTE ERWIN HÖCHSTER JG. 1910 FLUCHT 1936 SÜDAFRIKA ÜBERLEBT                                            | 24. Aug. 2013 | Messingfarbene Plakette 10 × 10 cm mit Schlagbuchstaben beschriftet. |                                                            |
| Weimar-Roth Lahntalstraße 22 (Alte Hausnummer: 8) (Standort)                             | Marion Höchster          | HIER WOHNTE MARION HÖCHSTER VERH. SOLOVEI JG. 1936 FLUCHT 1937 SÜDAFRIKA ÜBERLEBT                             | 24. Aug. 2013 | Messingfarbene Plakette 10 × 10 cm mit Schlagbuchstaben beschriftet. |                                                            |
| Weimar-Roth Lahnstraße 28a, (Wohnhaus: Lahntalstraße 20, Alte Hausnummer: 7) (Standort)  | Herz Stern II            | HIER WOHNTE HERZ STERN JG. 1866 DEPORTIERT 1942 THERESIENSTADT TOT 15.1.1943                                  | 24. Aug. 2013 | Messingfarbene Plakette 10 × 10 cm mit Schlagbuchstaben beschriftet. | Stolperstein an der Synagoge Roth, Lahnstraße 28a verlegt. |
| Weimar-Roth Lahnstraße 28a, (Wohnhaus: Lahntalstraße 20, Alte Hausnummer: 7) (Standort)  | Markus Roth              | HIER WOHNTE MARKUS ROTH JG. 1893 FLUCHT 1938 USA ÜBERLEBT                                                     | 24. Aug. 2013 | Messingfarbene Plakette 10 × 10 cm mit Schlagbuchstaben beschriftet. | Stolperstein an der Synagoge Roth, Lahnstraße 28a verlegt. |
| Weimar-Roth Lahnstraße 28a, (Wohnhaus: Lahntalstraße 20, Alte Hausnummer: 7) (Standort)  | Toni Roth                | HIER WOHNTE TONI ROTH GEB. STERN JG. 1898 FLUCHT 1938 USA ÜBERLEBT                                            | 10. Mai 2010  | Messingfarbene Plakette 10 × 10 cm mit Schlagbuchstaben beschriftet. | Stolperstein an der Synagoge Roth, Lahnstraße 28a verlegt. |
| Weimar-Roth Lahnstraße 28a, (Wohnhaus: Lahntalstraße 20, Alte Hausnummer: 7) (Standort)  | Herbert Roth             | HIER WOHNTE HERBERT ROTH JG. 1923 FLUCHT 1938 USA ÜBERLEBT                                                    | 24. Aug. 2013 | Messingfarbene Plakette 10 × 10 cm mit Schlagbuchstaben beschriftet. | Stolperstein an der Synagoge Roth, Lahnstraße 28a verlegt. |
| Weimar-Roth Lahnstraße 28a, (Wohnhaus: Lahntalstraße 20, Alte Hausnummer: 7) (Standort)  | Irene Roth               | HIER WOHNTE IRENE ROTH JG. 1925 FLUCHT 1938 USA ÜBERLEBT                                                      | 24. Aug. 2013 | Messingfarbene Plakette 10 × 10 cm mit Schlagbuchstaben beschriftet. | Stolperstein an der Synagoge Roth, Lahnstraße 28a verlegt. |
| Weimar-Roth Lahnstraße 28a, (Wohnhaus: Lahntalstraße 20, Alte Hausnummer: 7) (Standort)  | Walter Roth              | HIER WOHNTE WALTER ROTH JG. 1929 FLUCHT 1938 USA ÜBERLEBT                                                     | 24. Aug. 2013 | Messingfarbene Plakette 10 × 10 cm mit Schlagbuchstaben beschriftet. | Stolperstein an der Synagoge Roth, Lahnstraße 28a verlegt. |
| Weimar-Roth Unter der Linde 2 (Alte Hausnummer: 2) (Standort)                            | Pauline Nathan           | HIER WOHNTE PAULINE NATHAN GEB. GOLDSCHMIDT JG. 1884 DEPORTIERT 1941 RIGA ERMORDET NOV. 1943 AUSCHWITZ        | 24. Aug. 2013 | Messingfarbene Plakette 10 × 10 cm mit Schlagbuchstaben beschriftet. |                                                            |
| Weimar-Roth Unter der Linde 2 (Alte Hausnummer: 2) (Standort)                            | Cäcilie Nathan           | HIER WOHNTE CILLY NATHAN JG.1919 DEPORTIERT 1941 RIGA ERMORDET NOV. 1943 AUSCHWITZ                            | 24. Aug. 2013 | Messingfarbene Plakette 10 × 10 cm mit Schlagbuchstaben beschriftet. |                                                            |
| Weimar-Roth Unter der Linde 2 (Alte Hausnummer: 2) (Standort)                            | Gertrude Nathan          | HIER WOHNTE GERDI NATHAN JG. 1897 DEPORTIERT 1941 RIGA ERMORDET NOV. 1943 AUSCHWITZ                           | 24. Aug. 2013 | Messingfarbene Plakette 10 × 10 cm mit Schlagbuchstaben beschriftet. |                                                            |
| Weimar-Roth Unter der Linde 1 (Alte Hausnummer: 1) (Standort)                            | Bertha Stern             | HIER WOHNTE BERTHA STERN GEB. ROSENBUSCH JG. 1869 DEPORTIERT 1942 THERESIENSTADT ERMORDET 18.5.1944 AUSCHWITZ | 10. Mai 2010  | Messingfarbene Plakette 10 × 10 cm mit Schlagbuchstaben beschriftet. |                                                            |
| Weimar-Roth Unter der Linde 1 (Alte Hausnummer: 1) (Standort)                            | Hugo Stern               | HIER WOHNTE HUGO STERN JG. 1896 DEPORTIERT 1942 THERESIENSTADT ERMORDET 18.5.1944 AUSCHWITZ                   | 10. Mai 2010  | Messingfarbene Plakette 10 × 10 cm mit Schlagbuchstaben beschriftet. |                                                            |
| Weimar-Roth Unter der Linde 1 (Alte Hausnummer: 1) (Standort)                            | Louis Stern              | HIER WOHNTE LOUIS STERN JG. 1894 DEPORTIERT 1942 THERESIENSTADT ERMORDET 29.1.1943 AUSCHWITZ                  | 10. Mai 2010  | Messingfarbene Plakette 10 × 10 cm mit Schlagbuchstaben beschriftet. |                                                            |
| Weimar-Roth Lahntalstraße 29 (Alte Hausnummer: 98) (Standort)                            | Hilda Stern              | HIER WOHNTE HILDA STERN GEB. BACHENHEIMER JG. 1862 FLUCHT 1938 USA ÜBERLEBT                                   | 24. Aug. 2013 | Messingfarbene Plakette 10 × 10 cm mit Schlagbuchstaben beschriftet. |                                                            |
| Weimar-Roth Lahntalstraße 29 (Alte Hausnummer: 98) (Standort)                            | Klara Stern              | HIER WOHNTE KLARA STERN GEB. SPEIER JG. 1891 FLUCHT 1937 USA ÜBERLEBT                                         | 24. Aug. 2013 | Messingfarbene Plakette 10 × 10 cm mit Schlagbuchstaben beschriftet. |                                                            |
| Weimar-Roth Lahntalstraße 29 (Alte Hausnummer: 98) (Standort)                            | Julius Stern             | HIER WOHNTE JULIUS STERN JG. 1919 FLUCHT 1937 USA ÜBERLEBT                                                    | 24. Aug. 2013 | Messingfarbene Plakette 10 × 10 cm mit Schlagbuchstaben beschriftet. |                                                            |
| Weimar-Roth Lahntalstraße 29 (Alte Hausnummer: 98) (Standort)                            | Otto Stern               | HIER WOHNTE OTTO STERN JG. 1922 FLUCHT 1937 USA ÜBERLEBT                                                      | 24. Aug. 2013 | Messingfarbene Plakette 10 × 10 cm mit Schlagbuchstaben beschriftet. |                                                            |